# アミリン (トリテルペン)
アミリン(Amyrin)は、トリテルペンの一種であり、α-アミリンとβ-アミリンがある。どちらも化学式はC30H50Oである。天然に広く分布し、様々な種類の植物から単離された。